# Daemonorops
Daemonorops is een geslacht uit de palmenfamilie (Arecaceae). De soorten uit het geslacht komen voor in de (sub)tropische delen van Zuidoost-Azië, China en de Himalaya.

## Soorten
- Daemonorops acamptostachys Becc.
- Daemonorops acehensis Rustiami
- Daemonorops affinis Becc.
- Daemonorops angustifolia (Griff.) Mart.
- Daemonorops aruensis Becc.
- Daemonorops asteracantha Becc.
- Daemonorops atra J.Dransf.
- Daemonorops aurea Renuka & Vijayak.
- Daemonorops banggiensis J.Dransf.
- Daemonorops beguinii Burret
- Daemonorops binnendijkii Becc.
- Daemonorops brachystachys Furtado
- Daemonorops brevicaulis A.J.Hend. & N.Q.Dung
- Daemonorops calapparia (Mart.) Blume
- Daemonorops calicarpa (Griff.) Mart.
- Daemonorops clemensiana Becc.
- Daemonorops collarifera Becc.
- Daemonorops confusa Furtado
- Daemonorops crinita Blume
- Daemonorops cristata Becc.
- Daemonorops curranii Becc.
- Daemonorops depressiuscula (Miq. ex H.Wendl.) Becc .
- Daemonorops didymophylla Becc.
- Daemonorops draco (Willd.) Blume
- Daemonorops dracuncula Ridl.
- Daemonorops dransfieldii Rustiami
- Daemonorops elongata Blume
- Daemonorops fissa Blume
- Daemonorops fissilis (A.J.Hend., N.K.Ban & N.Q.Dung) A.J.Hend.
- Daemonorops forbesii Becc.
- Daemonorops formicaria Becc.
- Daemonorops geniculata (Griff.) Mart.
- Daemonorops gracilipes (Miq.) Becc.
- Daemonorops gracilis Becc.
- Daemonorops grandis (Griff.) Mart.
- Daemonorops hirsuta Blume
- Daemonorops horrida Burret
- Daemonorops ingens J.Dransf.
- Daemonorops jenkinsiana (Griff.) Mart.
- Daemonorops korthalsii Blume
- Daemonorops kunstleri Becc.
- Daemonorops kurziana Hook.f. ex Becc.
- Daemonorops lamprolepis Becc.
- Daemonorops leptopus (Griff.) Mart.
- Daemonorops lewisiana (Griff.) Mart.
- Daemonorops loheriana Becc.
- Daemonorops longipes (Griff.) Mart.
- Daemonorops longispatha Becc.
- Daemonorops longispinosa Burret
- Daemonorops longistipes Burret
- Daemonorops macrophylla Becc.
- Daemonorops macroptera (Miq.) Becc.
- Daemonorops maculata J.Dransf.
- Daemonorops manii Becc.
- Daemonorops megalocarpa Burret
- Daemonorops melanochaetes Blume
- Daemonorops micracantha (Griff.) Becc.
- Daemonorops microcarpa Burret
- Daemonorops microstachys Becc.
- Daemonorops mirabilis (Mart.) Mart.
- Daemonorops mogeana Rustiami
- Daemonorops mollis (Blanco) Merr.
- Daemonorops mollispina J.Dransf.
- Daemonorops monticola (Griff.) Mart.
- Daemonorops nigra (Willd.) Blume
- Daemonorops nuichuaensis (A.J.Hend., N.K.Ban & N.Q.Dung) A.J.Hend.
- Daemonorops oblata J.Dransf.
- Daemonorops oblonga (Reinw. ex Blume) Blume
- Daemonorops ochrolepis Becc.
- Daemonorops ocreata A.J.Hend. & N.Q.Dung
- Daemonorops oligolepis Becc.
- Daemonorops oligophylla Becc.
- Daemonorops oxycarpa Becc.
- Daemonorops pachyrostris Becc.
- Daemonorops palembanica Blume
- Daemonorops pannosa Becc.
- Daemonorops pedicellaris Becc.
- Daemonorops periacantha Miq.
- Daemonorops plagiocycla Burret
- Daemonorops poilanei J.Dransf.
- Daemonorops polita Fernando
- Daemonorops pumila Van Valk.
- Daemonorops rarispinosa Renuka & Vijayak.
- Daemonorops riedeliana (Miq.) Becc.
- Daemonorops robusta Warb. ex Becc.
- Daemonorops rubra (Reinw. ex Mart.) Blume
- Daemonorops ruptilis Becc.
- Daemonorops sabut Becc.
- Daemonorops sarasinorum Warb. ex Becc.
- Daemonorops scapigera Becc.
- Daemonorops schlechteri Burret
- Daemonorops sekundurensis Rustiami & Zumaidar
- Daemonorops sepal Becc.
- Daemonorops serpentina J.Dransf.
- Daemonorops siberutensis Rustiami
- Daemonorops singalana Becc.
- Daemonorops sparsiflora Becc.
- Daemonorops spectabilis Becc.
- Daemonorops stenophylla Becc.
- Daemonorops takanensis Rustiami
- Daemonorops treubiana Becc.
- Daemonorops trichroa Miq.
- Daemonorops unijuga J.Dransf.
- Daemonorops urdanetana Becc.
- Daemonorops uschdraweitiana Burret
- Daemonorops verticillaris (Griff.) Mart.
- Daemonorops wrightmyoensis Renuka & Vijayak.

... · 
Acanthophoenix · 
Acoelorrhaphe · 
Acrocomia · 
Actinokentia · 
Actinorhytis · 
Adonidia · 
Aiphanes · 
Allagoptera · 
Alloschmidia · 
Ammandra · 
Aphandra · 
Archontophoenix · 
Areca · 
Arenga · 
Asterogyne · 
Astrocaryum · 
Attalea · 
Balaka · 
Bactris · 
Barcella · 
Basselinia · 
Beccariophoenix · 
Bentinckia · 
Bismarckia · 
Borassodendron · 
Borassus · 
Brahea · 
Brassiophoenix · 
Brongniartikentia · 
Burretiokentia · 
Butia · 
Calamus · 
Calospatha · 
Calyptrocalyx · 
Calyptrogyne · 
Calyptronoma · 
Campecarpus · 
Carpentaria · 
Carpoxylon · 
Caryota · 
Ceratolobus · 
Ceroxylon · 
Chamaedorea · 
Chamaerops · 
Chambeyronia · 
Chelyocarpus · 
Chuniophoenix · 
Clinosperma · 
Clinostigma · 
Coccothrinax · 
Cocos · 
Colpothrinax · 
Copernicia · 
Corypha · 
Cryosophila · 
Cyphokentia · 
Cyphophoenix · 
Cyphosperma · 
Cyrtostachys · 
Daemonorops · 
Deckenia · 
Desmoncus · 
Dictyocaryum · 
Dictyosperma · 
Dransfieldia · 
Drymophloeus · 
Dypsis · 
Elaeis · 
Eleiodoxa · 
Eremospatha · 
Eugeissona · 
Euterpe · 
Euterpe · 
Gaussia · 
Guihaia · 
Hedyscepe · 
Hemithrinax · 
Heterospathe · 
Howea · 
Hydriastele · 
Hyophorbe · 
Hyospathe · 
Hyphaene · 
Iguanura · 
Iriartella · 
Itaya · 
Johannesteijsmannia · 
Juania · 
Jubaea · 
Jubaeopsis · 
Kentiopsis · 
Livistona · 
Lodoicea · 
Mauritia · 
Medemia · 
Metroxylon · 
Nannorrhops · 
Nypa · 
Phoenix · 
Raphia · 
Ravenea · 
Rhapis · 
Rhopalostylis · 
Roystonea · 
Sabal · 
Salacca · 
Serenoa · 
Syagrus · 
Tahina · 
Trachycarpus · 
Trithrinax · 
Washingtonia · 
Wodyetia · 
...